# Mastorava
Mastorava je mordvinska epska pjesma sastavljena na temelju mordvinske mitologije i folklora Aleksandra Šaronova, objavljena 1994. godine na erzjanskome jeziku.
Pjesma se sastoji od pet dijelova pod nazivom "Svemir", "Antika", "Vrijeme kralja Tjustrije", "Herojsko doba" i "Novo doba". Mastorava je božica zemlje u mordvinskoj mitologiji. Ime mastor-ava doslovno znači "zemaljska žena", "mastor" znači "zemlja".
U ovom epu, Tjuštija je seljak izabran od strane ljudi da bude kralj i vođa Mokšana i erzjanskih klanova te savezničkih vojnih snaga. Tijekom njegove vladavine, Mordovija se protezala od Volge do Dnjepra i od Oke do Crnog mora.
U mordvinovoj mitologiji, Tjuštija je bog mjeseca, sin boga groba i djevojke Litove. Svakog mjeseca mijenja svoju dob, slijedeći faze Mjeseca.